# Lebstück Mária
Lebstück Mária (Zágráb, 1830. augusztus 15. – Újpest, 1892. május 30.) honvéd huszár főhadnagy.

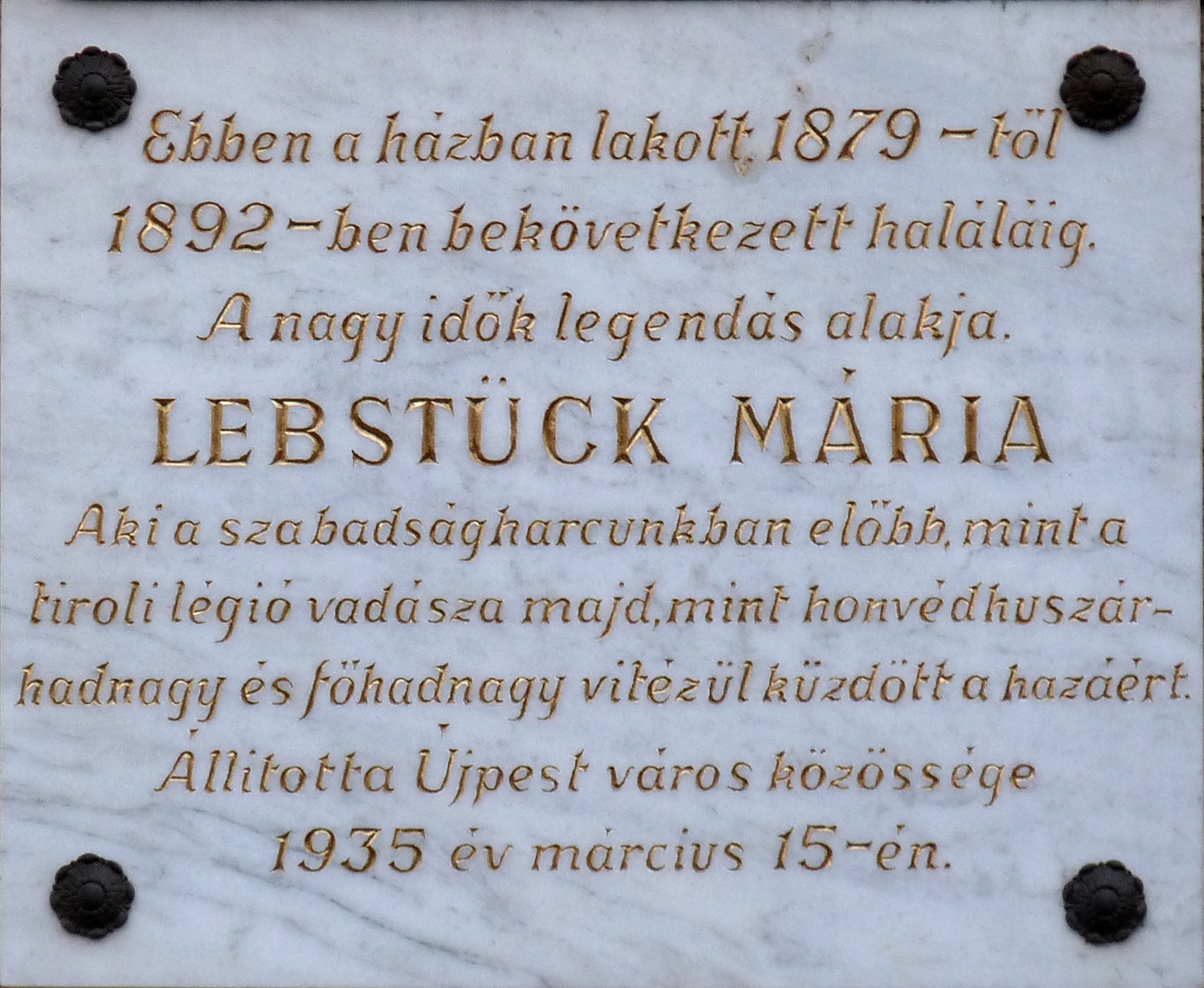
Emléktábla a Budapest IV. kerületi Csokonai utca 4. számú, volt lakóházának falán

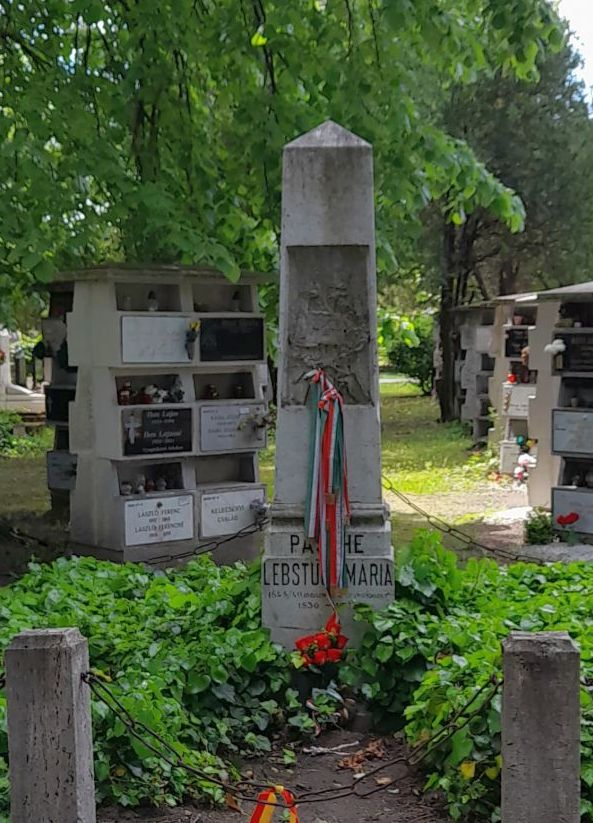
Síremléke az újpesti Megyeri temetőben (26-1-1A)

## Élete
Gazdag német kereskedőcsaládba született. 13 éves korától Bécsben, nagybátyja, báró Simunich Boldizsár császári brigadéros házában élt. Az 1848-as forradalom alatt Karl Lebstück néven csatlakozott az egyetemi légióhoz. A harmadik bécsi forradalomban a jogászcsapatban küzdött.
A bécsi forradalom leverése után 1848 novemberében a magyar honvédsereghez csatlakozott, sok más csata mellett részt vett a branyiszkói, komáromi, hatvani és a kápolnai csatában, Buda ostromában többször megsebesült. Szolnokról Komáromba huszonhárom fegyverrel, munícióval megrakott társzekeret kellett eljuttatnia, de egy kritikus helyzetben – mivel gyalogsági fedezete elmenekült – a szállítást vállaló szekeres parasztok is megijedtek és lovaikkal elszöktek. A mozgásképtelen trént magával együtt fel akarta robbantani. Egy közeli faluban határozottságának köszönhetően mégis sikerült lovakat szereznie, és folytathatta az útját Léva felé. Merészségéért Görgei Klapka, Guyon és Mészáros tábornokok és több más vezérkari tiszt előtt megdicsérte. Egy visszavonulás alkalmával, mikor a mocsaras talajba ragadtak túl nagy csizmái, és ezért egyedül maradt, három császári katonával küzdött meg. Kettőt lelőtt, a harmadik elmenekült. A verpeléti ütközet után, amikor mindenki csak a maga megmentésével foglalkozott, ő egyedül 86 sebesültet mentett meg és szállított Tiszafüredre.
1849 júliusában feleségül ment Jónák József tüzér őrnagyhoz, akit még Bécsben ismert meg nagybátyja, báró Simunich Boldizsár brigadéros házában. A kápolnai csatában találkoztak újra, sebesültként. Buda ostromában együtt vettek részt – házasságot is a harctéren kötöttek. Budavár elfoglalásának győzelmi ünnepén, ahol női ruhában jelent meg vőlegénye kérésére, immár köztudottá vált eltitkolt női mivolta. Görgei – a háborús helyzet okán – kémként kezelte, és halálra ítélte. Tiszttársai közbenjárására azonban Kossuth szabadon engedte, visszakapta rangját. Férje, Jónák József a császári seregben tüzér hadnagy volt, aki ütegével átállt a honvédseregbe, ezért Haynau dezertálásért halálra ítélte, de édesapja, Jónák Venczel, „Budavárának császári fegyvertárosa” – aki ezt követően kegyvesztett lett – közbenjárására az ítéletet életfogytiglanra változtatta. A hadbíróság Jónák József kérésére, életfogytiglani ítélete miatt – Lebstück Mária beleegyezésével – a házasságukat felbontotta.
A szabadságharc bukása után hat hónapig az aradi várban raboskodott, de magánlakásban, fegyveres felügyelet alatt az aradi Kereszt utcában. Itt, Herr Ádám mérnök lakásában adott életet fiának, Jónák Pálnak. Ezután kiutasították Magyarországról, fiával együtt haza, Horvátországba ment, ahol kiterjedt gyűlölettel találkozott – például testvére gyermekével együtt ki akarta dobni az ablakon –, ezért Lebstück Mária édesanyja Jellasics bánhoz fordult, akivel rokonságban állt, és védelmet kért lánya számára. A bán falragaszokat tétetett ki, melyekben személyes védelméről és nagyrabecsüléséről biztosította Lebstück Máriát. Később újból férjhez ment, „hogy gyermekével otthona legyen”, választottja Pasche Gyula festőművész („...másodszor nőül mentem, Pasch Gyula műfestőhöz, ki szintén mint hadnagy szolgált 1848-49-ben a tiroli vadászoknál”), és akivel annak haláláig éltek ügyütt.
Második férje, Pasche Gyula és a vele kötött házasságból született leánya, Antónia halála felett érzett gyász miatt 1870-ben Budára költözött, ahol francia nyelvtudását felhasználva nyelvtanításból élt. Itt találta meg őt első férje (a Ferenc József koronázásakor osztott császári kegyelemmel az aradi börtönből szabadult Jónák József őrnagy, aki ekkor már a budai Ganz gyár igazgatója). Az apa a fiát szerette volna látni, akit utoljára az aradi börtönben, közvetlenül születése után, mindössze egyszer láthatott. Jónák József második házassága és a korábbi kényszerű elszakítottság miatt már semmilyen kapcsolatot nem tartottak. Az őrnagy Lebstück Máriát és fiát, Jónák Pált anyagilag támogatta utóbbinak 1875-ben bekövetkezett, még Aradon szerzett betegsége okozta korai haláláig.
Lebstück Mária 1880-ban az újpesti Csokonai utca 4. sz. alá költözött, ahol 1892-ig, haláláig élt. A ház falán 1935. március 15-én emléktáblát helyeztek el. Újpesten – mivel köztiszteletben álló személyiség volt, aki mindig honvéd egyenruhában jelent meg, mert női ruhát csak otthon viselt – utcanév őrzi emlékét. 
A Megyeri úti temetőben Hajós Zsigmondné kezdeményezésére díszsírhely és közadakozásból emelt obeliszk őrzi emlékét. 
Számos alkalommal sebesült meg, rendkívüli bátorságról tanúskodó haditetteiért aranykardbojttal tüntették ki; fővadásszá, később hadnaggyá léptették elő, Mészáros Lázár a fontos muníció Komáromba szállítása alkalmával tanúsított bátorságáért nevezte ki főhadnaggyá. 
A Honvédigazoló Választmány igazolásával Tisza Kálmán kormányától havi 20 forint és 16 krajcár nyugdíjat kapott főhadnagyi rangja és szolgálati ideje után, melyet haláláig élvezett.
Jónák Pál Lebstück Mária kívánságára a császári seregbe történő besorozást ferencrendi szerzetesként és a nevelőapjától kapott festészeti képzéssel kerülte el.
Egy alkalommal Lebstück Mária fivére – anyagi segítség fejében – múltjának megtagadását követelte, de csak az mentette meg bátyja életét, hogy Lebstück Mária kardja a szoba alacsony mennyezetébe beleakadt. 
Jókai Mór kérésére halálos ágyán németül elmondta élettörténetét, amit Jókai feljegyzett.
A Jónák család Lebstück Mária fényképét, kardját, atilláját a budapesti Hadtörténeti Múzeum számára átadta, életrajzával együtt. Másolatát a Jónák család őrzi.
Alakját 1942-ben Huszka Jenő és Szilágyi László örökítette meg Mária főhadnagy című operettjében.